# RTL9
RTL9 es un canal de televisión luxemburgués francófono, que está disponible en Luxemburgo, Francia, Mónaco y Suiza.

## Historia
Originariamente, Télé Luxembourg emitía por el canal 7 de VHF, que permaneció en blanco y negro hasta septiembre de 1979, cuando pasó a emitir en color SECAM hasta el accidente del transmisor de Dudelange el 31 de julio de 1981. La antena se reformó y fue reorientada hacia Alemania, volviendo a emitir RTL Télévision y, al mismo tiempo, realizando pruebas de emisión a ciertas horas del futuro canal RTL Plus a partir del 3 de octubre de 1983. Así, el canal en francés RTL Télévision cesa sus emisiones el 31 de diciembre de 1983, y su canal de emisión original se transforma en el canal en alemán RTL Plus el 2 de enero de 1984.
En septiembre de 1972, RTL Télé Luxembourg empieza a emitir por el canal 21 de UHF para Lorena, parte de Alsacia y parte de Champaña-Ardenas, ampliando su cobertura. El canal 21 emite en color SECAM y, a partir de 1983, antes del reemplazo de RTL Télévision por RTL Plus, para diferenciar ambos canales, incluye la denominación Canal 21 hasta 1984.
En 1978, RTL Télé Luxembourg empieza a emitir por el canal 27 de UHF en color PAL, cubriendo Bélgica y Luxemburgo. Por este canal, a partir del 12 de septiembre de 1983, RTL Télévision empezó a emitir desconexiones de informativos y programas de producción propia para Bélgica. Cuatro años después, el 12 de septiembre de 1987, el canal 27 se separó definitivamente de la órbita de RTL Télévision, siendo renombrado RTL-TVI.
RTL Télévision adoptó el nombre de "RTL TV" en 1991, y como RTL 9 en 1995. En Lorena y Luxemburgo, RTL9 siguió emitiendo en abierto con programación regional hasta el fin de las emisiones analógicas (canal 21 UHF) como "RTL9 Lorraine", aunque también en televisión por cable como "RTL9" en el resto de Francia, Bélgica y Romandía, sin programación regional.
En mayo de 2008, RTL9 Lorraine cambió su nombre por el de "RTL9 Est". El 31 de diciembre de 2010, RTL9 Est finalizó sus emisiones.

## Denominaciones del canal
- Télé Luxembourg (1955-1972)
- RTL Télé Luxembourg (1972-1983)[6][7]
- RTL Télévision (1982-1991)[8]
- RTL TV (1991-1995)
- RTL9 (desde 1995)